# Frederick Forsyth

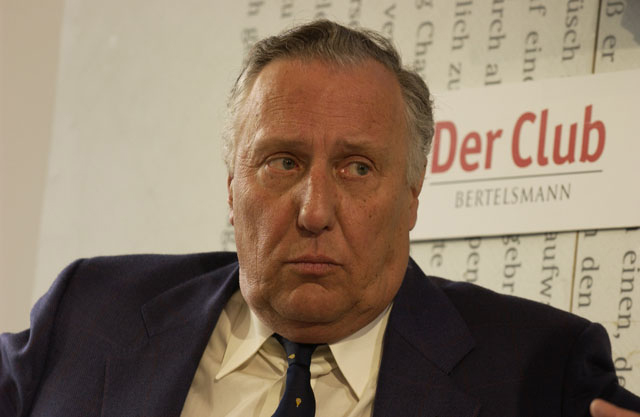
Frederick Forsyth in 2003

Frederick McCarthy Forsyth (Ashford (Kent), 25 augustus 1938 – Jordans (Buckinghamshire), 9 juni 2025) was een Britse romanschrijver en journalist.

## Jeugd 1938-1960
Frederick Forsyth werd geboren in Ashford in Kent. Hij werd geplaatst op de beroemde Engelse Tonbridge School, een kostschool die deel uitmaakt van de Etongroup. Na Tonbridge studeerde Forsyth aan de Universiteit van Granada in Spanje. Al na vijf maanden staakte hij zijn studie en keerde terug naar Engeland. In mei 1956 sloot hij zich op zijn negentiende aan bij de Royal Air Force als een van de jongste piloten. In 1958 zwaaide hij af en werd journalist bij de Eastern Daily Press in Norfolk.

## Journalist 1961-1969
In 1961 ging hij bij persbureau Reuters werken, eerst in Parijs (waar hij onder andere de aanslagen van de OAS op Charles de Gaulle versloeg), en later in Oost-Europa. In 1965 keerde hij terug naar Engeland en werd verslaggever voor de BBC. In 1967 brak in Nigeria de Biafraoorlog uit. De provincie Biafra was in opstand gekomen en er woedde een strijd tussen rebellen en regeringstroepen. Forsyth verbleef van juli tot september in Biafra en versloeg de oorlog voor zijn werkgever. In Biafra kreeg hij te maken met de wereld van de huurlingen en de invloed van de politiek op nationale en internationale conflicten. Forsyth was op de hand van de rebellen uit Biafra en dit beïnvloedde zijn commentaren. De BBC was niet blij met zijn vooringenomenheid en toen er geruchten kwamen dat Forsyth delen van zijn verslagen vervalst had, kreeg hij veel kritiek. Forsyth trok zich die erg aan en nam ontslag. Hij ging weer als freelance correspondent werken en versloeg oorlogsconflicten voor de Eastern Daily Press, de Evening Standard en Time Magazine. Zijn ervaring met het conflict in Biafra verwerkte hij in zijn boek “The Biafra story”. dat in 1969 verscheen.
In 2015 onthulde Forsyth dat hij ten tijde van de Biafraoorlog en twintig jaar daarna informant was geweest van de Britse inlichtingendienst MI6.

## Romancier 1970-2025
In 1970 had hij genoeg van de oorlog en keerde terug naar Engeland. Hij begon te werken aan een roman over een huurmoordenaar die in opdracht van de OAS een aanslag wil plegen op president De Gaulle. Forsyth gebruikte de kennis die hij had opgedaan toen hij als correspondent voor Reuters in Parijs werkte. De OAS of Organisation de l'Armée Secrète pleegde tussen 1961 en 1963 ruim 1000 aanslagen in Frankrijk. De groepering wilde hiermee voorkomen dat Algerije zich zou afscheiden van Frankrijk. Hun grootste tegenstander was De Gaulle, op wie drie aanslagen zijn gepleegd. Forsyth plaatst ‘zijn’ aanslag in 1963, na de aanslag van luitenant-kolonel Jean-Marie Bastien-Thiry in Petit Clamart in 1962. Hij schreef het boek in 35 dagen en verwerkte een groot aantal zaken die zijn gebaseerd op zorgvuldig onderzoek, bijvoorbeeld het aanvragen van een vals paspoort of het maken van een sluipschuttersgeweer. Forsyth introduceerde hiermee een thrillergenre dat lijkt op een documentaire. Elk feitje is gecontroleerd, elke straat, plein, regeringsinstelling of functionaris klopt. Ondanks al deze moeite werd het boek aanvankelijk geweigerd, totdat uitgeverij Hutchinson het manuscript aankocht en uitgaf onder de titel The Day of the Jackal. Het boek werd een bestseller en is twee keer verfilmd.
Na The Day Of The Jackal schreef Forsyth nog een groot aantal romans en verhalenbundels, waarbij steeds zijn voorliefde voor feiten wordt vermengd met spannende, thrillerachtige fictie. Zo verwerkte hij zijn ervaringen met de wereld van de huurlingen in The Dogs of War uit 1974. Ook zijn andere werk zit vol met gedegen research die zijn verhalen uiterst geloofwaardig maakt, ook al zijn ze voor honderd procent fictie. Zo interviewde hij bij de voorbereiding van The Devil’s Alternative uit 1979 de toenmalige premier van Nederland Dries van Agt om te weten te komen hoe de Nederlandse regering zou optreden bij de gijzeling van een olietanker. The Negotiator uit 1989 bevat correcte beschrijvingen van onder meer Groningen en Den Bosch. Voor zover feiten niet kloppen is dit vaak opzettelijk gedaan ter wille van het verhaal. 
Misleiding speelt in de romans van Forsyth een grote rol. In veel van zijn romans wordt de antagonist geprovoceerd tot het begaan van een fout, waardoor hij een zwakheid blootlegt of zichzelf benadeelt. Als voorbeelden worden genoemd de Bijbelse Gideon, die met misleiding een veel groter leger Midjanieten wist te verslaan, en schaakgrootmeester Tigran Petrosjan, die tegenstanders zodanig misleidde dat ze in paniek een blunder begingen.
Veel romans van Forsyth zijn vertaald in verschillende talen en een groot aantal werd verfilmd. Over het literaire gehalte van zijn bestsellers, dat vaak in twijfel werd getrokken, maakte hij zich niet druk. ""Ik ben een lichtgewicht, maar populair. Mijn boeken verkopen", zei hij. Toch vergeleek hij zichzelf met Ernest Hemingway en John le Carré.

## Persoonlijk
Forsyth trouwde in 1973 met fotomodel Carole Cunningham, met wie hij twee kinderen kreeg. Hij had ook een relatie met Faye Dunaway. Carole en hij scheidden in 1988 en na zes jaar trouwde hij met Sandy Molloy, die in 2024 stierf. Voordat hij zich in 2010 in Buckinghamshire vestigde bewoonde hij met zijn gezin een zeer groot landhuis in Hertfordshire.
Naast zijn fictie bleef Forsyth ook in de journalistiek bezig: tot 2023 had hij jarenlang een column in de Daily Express. Ook mengde hij zich regelmatig in het publieke debat. Hij was een verklaard voorstander van Brexit, de Britse terugtrekking uit de Europese Unie. In 2003 bekritiseerde hij in de krant The Guardian de 'homo-haters in de kerken'.
In 2016 stopte hij met het schrijven van thrillers, naar eigen zeggen omdat zijn vrouw hem duidelijk had gemaakt dat hij te oud was geworden om naar gevaarlijke plekken te reizen.
Forsyth overleed na een kort ziekbed op 86-jarige leeftijd.

## Filmografie
- 1973 The Day of the Jackal; 145 min.; regie: Fred Zinnemann; cast: Edward Fox | Michael Lonsdale
- 1974 The Odessa File; 130 min.; regie: Ronald Neame; cast: Jon Voight | Maximilian Schell
- 1980 Cry of the Innocent; 93 min.; regie: Michael O'Herlihy; cast: Rod Taylor | Joanna Pettet
- 1981 The Dogs of War; 118 min.; regie: John Irvin; cast: Christopher Walken | Tom Berenger
- 1987 The Fourth Protocol; 119 min.; regie: John Mackenzie; cast: Michael Caine | Pierce Brosnan
- 1989 Just Another Secret; 100 min.; regie: Lawrence Gordon Clark; cast: Beau Bridges | Kenneth Cranham
- 1990 The Price of the Bride; 97 min.; regie: Tom Clegg; cast: Mike Farrell | Peter Egan
- 1990 A Little Piece of Sunshine; 96 min.; regie: James Cellan Jones; cast: Larry Lamb | Chris Cooper
- 1990 Death Has a Bad Reputation; 98 min.; regie: Lawrence Gordon Clark; cast: Tony Lo Bianco | Pamela Villoresi
- 1990 Pride and Extreme Prejudice; 92 min.; regie: Ian Sharp; cast: Brian Dennehy | Simon Cadell
- 1990 A Casualty of War; 98 min.; regie: Tom Clegg; cast: David Threlfall | Shelley Hack
- 1996 Wolverine; 92 min.; regie: David Jackson; cast: Antonio Sabato Jr.| Richard Brooks
- 2005 Icon; 190 min.; regie: Charles Martin Smith; cast: Patrick Swayze | Patrick Bergin
- 2006 Avenger; 92 min.; regie: Robert Markowitz; cast: Timothy Hutton | Lucy Russell